# Valerian e la città dei mille pianeti
Valerian e la città dei mille pianeti (Valérian et la Cité des mille planètes) è un film del 2017 scritto e diretto da Luc Besson.
Con protagonisti Dane DeHaan e Cara Delevingne, è un film di fantascienza basato sul fumetto francese Valerian (Valérian et Laureline) scritto da Pierre Christin e illustrato da Jean-Claude Mézières.

## Trama

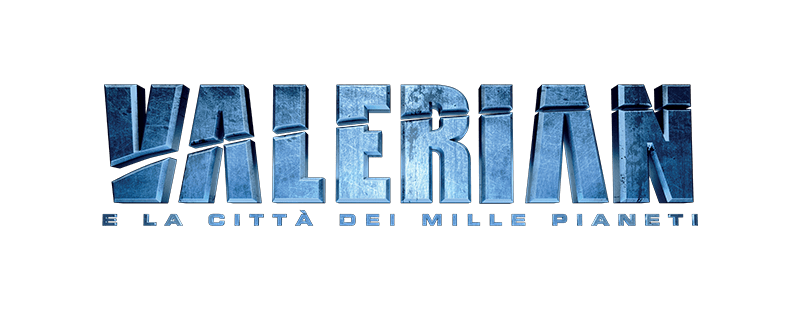
Logo italiano del film

Fin da quando l'umanità ha incominciato ad esplorare lo spazio, la Stazione spaziale internazionale è diventata centro di incontro tra gli umani e le diverse specie aliene che popolano la galassia. Col passare del tempo la stazione (denominata da qui in poi Alfa), è oramai troppo grande per orbitare intorno alla Terra, e abbandona per sempre l'orbita terrestre intraprendendo un lungo viaggio verso l'ignoto per interagire ed esplorare l'universo.
Anno 2710. In un pianeta caratterizzato da ambienti marino-tropicali, il pianeta Mül, vive una particolare razza umanoide bianco-ciano pallido, ovvero i Pearls (definiti così perché la loro attività principale è la raccolta e l'utilizzo delle perle). La loro vita scorre tranquilla fino a che non viene interrotta da esplosioni di guerra e da astronavi che, distrutte, cadono rovinosamente dal cielo distruggendo il pianeta. Un'abitante, Lïhio-Minaa, non riuscendo a salvarsi, morendo si trasforma in luce.
Anno 2740. Il Maggiore Valerian e il Sergente Laureline sono due agenti speciali del Governo dei territori umani, che devono mantenere l'ordine nell'universo: il primo è famoso per la sua intraprendenza ed efficienza sul campo, oltre che per le sue innumerevoli conquiste come dimostrano i suoi continui flirt con la seconda, dalla quale vorrebbe più di un semplice rapporto lavorativo con una partner, arrivando addirittura a chiederla in moglie. Per questo devono andare a Gran Mercato, luogo immenso e pullulante di abitanti, costituito da diversi ambienti e soprattutto interdimensionale, dove devono recuperare un oggetto (che si scoprirà essere un cosiddetto trasmutatore) come ordinato loro dal Governo. Dopo l'iniziale scoperta che alcuni compratori di una certa creatura sono proprio i Pearls, Valerian e Laureline si dirigono ad Alfa (stazione intergalattica in continua espansione la cui popolazione è di 23 milioni di abitanti, composti da migliaia di specie diverse provenienti da tutti e quattro gli angoli dell'universo, che hanno unito i loro talenti, le loro tecnologie e le loro risorse per migliorare le condizioni di vita di tutti) per fare rapporto al Comandante Arün Filitt e al Generale Okto Bar sull'esito della missione.
Qui inizia un altro incarico per Valerian e Laureline: scovare, all'interno della stessa Alfa, la causa della radioattività in continua espansione, che nel giro di una settimana porterebbe alla completa distruzione della stazione e di conseguenza alla morte dei suoi abitanti. Viene indetta una conferenza sulla minaccia della radioattività ma non essendo stata trovata alcuna risposta sul pianeta Mül, Valerian e Laureline devono salvare il Generale rapito dai Pearls, anche se questi fin dall'inizio non mostrano segni di ostilità e di violenza, anzi cercano di fargli male il meno possibile immobilizzandolo solamente.
I due protagonisti si separano: Valerian insegue i Pearls al centro della zona radioattiva (dove le comunicazioni sono impossibili), mentre Laureline cerca delle risposte al mistero dei Pearls, di Mül e del Convertitore-Mül (una strana creatura che, se ingerisce un materiale, ne produce una quantità maggiore), ormai l'ultimo della sua specie.
Dopo un rocambolesco salvataggio di Laureline dalle grinfie degli strani e non-comunicativi Boulan Bathors (anche grazie all'aiuto dell'aliena mutante clandestina Bubble), il gruppo finalmente raggiunge la presunta zona contaminata dalle radiazioni. Qui scoprono che l'area è in realtà sana e vivibile e che al centro di essa si trovano i Pearls, o per meglio dire i pochi sopravvissuti al disastro di trent'anni prima, causato da una guerra che imperversava nei cieli di Mül tra il governo umano e forze ad esso ostili. Infatti, nonostante sapesse che sul pianeta c'erano forme di vita da lui però definite "ignoranti e senza alcun valore", il Comandante Filitt, per fermare la flotta nemica, aveva deciso di lanciare dei missili che avevano sì annientato il nemico, ma distrutto anche Mül e la vita ivi presente. Per coprire l'errore Filitt era arrivato a insabbiare la faccenda, giustificando al momento le sue irresponsabili azioni a Valerian, Laureline e al resto dei Pearls come il compimento dei "suoi doveri di soldato". Nel frattempo viene anche spiegato come i Pearls siano sopravvissuti: dopo la distruzione del pianeta alcuni di loro, tra cui la famiglia di Lïhio-Minaa, i regnanti dei Pearls, riusciti a fuggire hanno vissuto nello spazio siderale all'interno di un'astronave semidistrutta che ha fornito loro cibo, conoscenza del resto del cosmo (facendo maturare in loro anche il perdono per chi li aveva distrutti) e un passaggio verso Alfa. Lì hanno iniziato a conoscere tutte le specie dell'universo e hanno usufruito della stessa base per costruire un'astronave allo scopo di cercare e infine trovare un nuovo posto da chiamare "casa". Si spiega anche perché Valerian, tramite il sogno, aveva la visione dei ricordi di Lïhio-Minaa fin dalla sua morte: i Pearls, quando muoiono, rilasciano sotto forma di pura energia la loro essenza che, attraversando lo spazio e il tempo, può trovare un essere a loro affine.
Dopo aver riconsegnato, non senza qualche indecisione, l'ultima perla di Mül e il Convertitore-Mül ai legittimi proprietari, questi ultimi decidono la partenza verso lo spazio. Il Comandante Filitt però ordina ai suoi robot di attaccare ed eliminare i Pearls restanti (ultimi testimoni viventi del suo errore nella guerra di trent'anni prima), oltre all'uccisione di Valerian, di Laureline e dei componenti del centro di comando del frattanto intervenuto Governo terrestre, capitanato dal Generale Bar, il quale finalmente ha capito che Filitt mente ed è un traditore.
Alla fine dopo una dura lotta dove vengono fermati i robot e i Pearls riescono a fuggire sulla loro nave, Filitt viene arrestato per i suoi crimini, mentre Valerian e Laureline vagano nello spazio a bordo del modulo Destiny, in attesa dei soccorsi (essendo anche loro sulla nave). Qui il Maggiore confermerà le sue parole di sincero amore verso Laureline affermando che non ci sarà nessuna al di fuori di lei, mentre lei accetterà finalmente la proposta di matrimonio di Valerian, baciandolo.

## Produzione
Nel 2012, è stata annunciata l'intenzione di Besson di realizzare un adattamento cinematografico della serie a fumetti francese Valerian (Valérian and Laureline), pubblicata per la prima volta nel 1967 e tradotta in 21 lingue. A maggio 2015 Besson, attraverso un tweet, ha annunciato Dane DeHaan e Cara Delevingne come protagonisti del film. Questo film segna il ritorno del regista al genere space opera, venti anni dopo Il quinto elemento.
Con un budget di 197,47 milioni di euro, è il film più costoso della storia del cinema francese, record in precedenza detenuto da Asterix alle Olimpiadi.
La lavorazione del film è iniziata il 5 gennaio 2016 presso la Cité du cinéma a Saint-Denis, a nord di Parigi. Con un budget dichiarato di 180 milioni di euro, il film è stata la produzione indipendente più costosa di tutte quelle realizzate fino al 2017.

## Promozione
Il primo trailer è stato diffuso il 10 novembre 2016.

## Distribuzione
La pellicola è stata distribuita nelle sale cinematografiche britanniche e statunitensi il 21 luglio 2017, in quelle francesi il giorno 26 dello stesso mese, mentre in Italia il film è arrivato il 21 settembre 2017.

## Accoglienza

### Incassi
Il film ha incassato 40.5 milioni negli Stati Uniti d'America e nel Canada e 184.7 milioni nel resto del mondo (solo in Francia ne ha incassato 36.8), per un totale mondiale di 225.2 milioni. Con un budget di circa 180 milioni avrebbe dovuto incassare circa 400 milioni per raggiungere il punto di pareggio e giustificare un eventuale sequel.

### Critica
Il film ha ricevuto recensioni contrastanti. Su Rotten Tomatoes ha un indice di gradimento del 47% su 295 recensioni, con una media voti di 5.5/10. Su Metacritic invece ottiene un punteggio di 51 su 45 recensioni.